# Riformatorio giudiziario
Il riformatorio giudiziario era un tipo di struttura carceraria (ovvero un tipo di istituzione totale) entro la quale veniva assegnato dal giudice un giovane, di età minore degli anni 21, che avesse commesso un reato. Tale struttura, prevista dal sistema giudiziario italiano, esistette fino al 1988.

## Storia
Con le riforme susseguitesi, nel 1988 i riformatori sono stati soppressi. I minori di 14 anni non sono penalmente perseguibili, mentre gli infradiciottenni di età superiore agli anni 14, se vengono ritenuti capaci di intendere e di volere (la valutazione viene eseguita in base al fatto commesso), possono essere reclusi nei penitenziari minorili, ma con una pena ridotta da un terzo a due terzi. I penitenziari minorili accolgono altresì i giovani sino ai 21 anni che stanno scontando pene relative a reati commessi quando erano minori di 18 anni. Solo se la pena si protrae oltre il ventunesimo anno di età, essi vengono tradotti in istituti penitenziari ordinari (cioè quelli che normalmente si definiscono prigioni e nel linguaggio giuridico carceri).

## Regime
Il ricovero in un riformatorio giudiziario era sempre ordinato per il minore di 18 anni e non poteva avere durata inferiore a un anno. Nel caso egli fosse un "delinquente abituale", la durata del ricovero non poteva essere inferiore a tre anni. Quando il giovane compiva i 21 anni, il giudice ne ordinava l'assegnazione a una colonia agricola o a una casa di lavoro.